# Meg Christian
Meg Christian (Lynchburg, Virginia, 1946) es una cantante de folk estadounidense, relacionada con el movimiento musical "women's music" (música para mujeres). Fue una de las fundadoras de la discográfica Olivia Records.

## Biografía
Se graduó de la Universidad de Carolina del Norte y se trasladó a Washington D. C. en 1969, donde empezó a cantar en clubes nocturnos y a componer canciones desde una perspectiva feminista. En la década de 1970, Christian, quien se ha declarado abiertamente gay, se unió al grupo de feminismo separatista y en algunas ocasiones aceptó solamente a mujeres en sus recitales. Fue una de las fundadoras de la discográfica Olivia Records, y produjo su primer álbum bajo este sello. Dejó de dar recitales en 1984, y se dedicó al estudio del misticismo oriental; como resultado de esas exploraciones grabó los álbumes The Fire of My Love y Songs of Ecstasy. Cambió su primer nombre a Shambhavi durante el tiempo que vivió en un monasterio en Nueva York.
En 2002, Christian retomó su asociación con Olivia Records y empezó a cantar en algunos eventos; su primera aparición en vivo desde 1984 fue en un crucero, organizado por la misma discográfica.

## Discografía
- I Know You Know (Olivia Records, 1974)
- Face the Music (Olivia, 1977)
- Turning it Over (Olivia, 1981)
- Meg & Cris at Carnegie Hall (en vivo con Cris Williamson, Olivia, 1983)
- From the Heart (Olivia, 1984)
- Scrapbook (Olivia)
- The Fire of My Love (Syda Records, 1986)
- The Best of Meg Christian (Olivia, 1990)
- Songs of Ecstasy (Syda, 1995)